# Azurkungsfiskare
Azurkungsfiskare (Ceyx azureus) är en fågel i familjen kungsfiskare inom ordningen praktfåglar.

## Utseende och läte
Azurkungsfiskaren är en liten kungsfiskare med lysande blå ovansida och orangefärgad undersida. Hanen har en rostfärgad fläck på tygeln, beigevit strupe och en vit fläck på halsen. Honan liknar hanen, men har mer dämpade färger. Lätet är ett ljudligt men ljust "seeeeeeeeeeeeeeeeeeeeeeeeeeeeep".

## Utbredning och systematik
Azurkungsfiskaren har ett mycket stort utbredningsområde, från Moluckerna i Indonesien, österut till Nya Guinea och söderut till Australien. Den delas upp i åtta underarter med följande utbredning:
- Ceyx azureus affinis – förekommer på norra Moluckerna (Morotai, Halmahera och Bacan)
- Ceyx azureus lessonii – Nya Guinea (förutom lågt liggande områden i nordväst); även västpapuanska öarna Misool, Batanta och Waigeo samt Aruöarna
- Ceyx azureus ochrogaster – norra Nya Guinea och öar i Geelvink Bay
- Ceyx azureus yamdanae – Tanimbaröarna
- Ceyx azureus ruficollaris – kustnära norra Australien och större öar
- Ceyx azureus azureus – kustnära östra och sydöstra Australien
- Ceyx azureus diemenensis – Tasmanien

## Levnadssätt
Azurkungsfiskaren hittas nästan alltid intill vattendrag. Där ses den patrullera fram och tillbaka mellan olika sittplatser. Flykten är mycket snabb och låg, bara ett par meter ovanför vattenytan.

## Status och hot
Arten har ett stort utbredningsområde, men tros minska i antal, dock inte tillräckligt kraftigt för att den ska betraktas som hotad. Internationella naturvårdsunionen IUCN listar arten som livskraftig (LC).